# Альтенбург (аэродром)
Аэродром Альтенбург (Альтенбург-Нобиц) (нем. Altenburg) — бывший военный аэродром, ныне действующий региональный гражданский аэропорт Лейпциг-Альтенбург, расположенный в 42 км к югу от Лейпцига и 5 км к юго-востоку от Альтенбурга, расположенный на территории муниципалитета Нобиц района Альтенбург земли Тюрингия в Германии.

## История
Аэродром Альтенбург построен в 1913 году и считается одним из старейших аэродромов Германии. В годы Первой мировой войны на аэродроме размещались заводы по производству самолётов Albatros, DFW C.IV (Deutsche Flugzeug-Werke), Rumpler-Werke серии Rumpler C-Typen (Эриха Таубе) и Fokker.
Территория аэродрома занимала площадь 110 гектаров, были построены казармы, созданы очистные сооружения и построена дорога. В качестве взлетно-посадочной полосы использовалась площадка размерами 800 × 600 метров. На аэродроме была создана авиационная школа. После Первой мировой войны авиационная техника, ангары заводов и оборудование аэродрома были демонтированы или уничтожены согласно условиям Версальского договора. В последующие годы на аэродроме проводились только воздушные спортивные мероприятия, полеты по кругу и полеты на воздушном шаре.
После прихода к власти в 1933 году Национал-социалистической немецкой рабочей партии началось вооружение Вермахта. Аэродром был полностью перестроен под нужды Люфтваффе. В мае 1939 года на аэродроме разместилась III группа Kampfgeschwader 3, имевшая на вооружении бомбардировщики Dornier Do 17. В октябре 1943 года на аэродроме формировалась II группа Jagdgeschwader 301 на истребителях Messerschmitt Bf 109.
С февраля по апрель 1945 года размещалась группа Nachtjagdgeschwader 5 на самолётах Junkers Ju 88. 14 апреля 1945 года аэродром Альтенбург захвачен 6-й бронетанковой дивизией США. Аэродром получил обозначение «R-23» и стал использоваться ВВС США.
В июле 1945 года аэродром был занят ВВС СССР. На аэродроме размещались истребители Як-9. В 50-х годах аэродром стал перестраиваться под нужды реактивных истребителей. Взлетно-посадочная полоса была продлена на 1800 метров в северо-восточном направлении, вырублены большие участки леса, переоборудованы бункеры, бараки, ангары.
С 1954 года на аэродроме базировался 296-й истребительный авиационный полк 105-й истребительной авиационной дивизии на самолётах МиГ-15 по 1955 год, с 1955 по 1964 годы — МиГ-17, с 1964 по 1967 гг. — МиГ-21ПФ, с 1966 по 1967 гг. — МиГ-21ПФМ, с 1967 по 1972 гг. — МиГ-21С, с 1971 по 1984 гг. — МиГ-21СМТ, с 1984 по 1986 гг. — МиГ-27, С 1985 — МиГ-27Д, С 1986 года — МиГ-27К. В июле 1989 года полк перебазировался на аэродром Гроссенхайн.
В 1960-х годах был проведен второй этап реконструкции. Взлетная полоса была продлена с 1960 до 2300 метров, а в 1969 году до 2500 метров.
Периодически на аэродроме базировались подразделения из Польши и Чехословакии, а также истребительные эскадрильи ННА в период с 1967 по 1973 годы. В 1986 году базировалась Jagdbombenfliegergeschwader 37 ННА на самолётах МиГ-23БН.
В 1989 году на аэродром перебазировался 968-й истребительный авиационный Севастопольский Краснознаменный ордена Суворова полк на самолётах МиГ-29. После вывода полка в Россию 8 апреля 1992 года аэродром передали немецким властям.
24 января 1992 года была создана компания-эксплуатант аэродрома Flugplatz Altenburg-Nobitz GmbH, аэродром перепрофилирован в региональный аэродром. Летом 1996 года впервые выполнен чартерный рейс компании Air Malta. Первый регулярный полет состоялся только в 2003 году ирландской бюджетной авиакомпании Ryanair. С 17 декабря 2004 года по распоряжению Министерства транспорта Тюрингии аэродором закрыт для приема воздушных судов свыше 14 тонн.
15 февраля 2008 года аэродром переименован в аэропорт Лейпциг-Альтенбург.

## Выставочная площадка
В марте 2005 года на аэродроме энтузиастами создана выставочная площадка с самолетами и оборудован павильон с фотоэкспозицией аэродрома, оборудования и моделей самолетов, размещенных на аэродроме. На выставке представлен самолет МиГ-21 СПС из состава эскадрильи ННА и МиГ-21 СМТ, оставшийся на постаменте аэродрома, позже снятый и переданный в музей. Также представлены: Let Z-37, Ми-2, Aeritalia G.91, North American F-86 Sabre, Lockheed F-104 Starfighter и Transport Allianz C.160 Transall.
| Вид аэродрома | МиГ-21СМТ | Вид укрытий самолетов МиГ-29 | Выставочная площадка |

## Происшествия
- 28 января 1964 года, аэродром Альтенбург, лётчик старший лейтенант Кропотов А., пилотировавший самолёт МиГ-19, сбил самолёт-нарушитель Т-39 «Sabreliner» ВВС США, экипаж которого, 3 человека, погиб. Самолёт-нарушитель Т-39 с опознавательными знаками ВВС ФРГ углубился в воздушное пространство ГДР в районе Эрфурта на 100 км. Поднятый из Альтенбурга МиГ-19 выполнил все процедуры предупреждения и по команде с КП открыл огонь на поражение. С первого залпа нарушитель развалился в воздухе, находившиеся на борту подполковник и два лейтенанта погибли.